# Livonski rat
Livonski rat bio je dugogodišnji vojni sukob (1558. – 1583.), u kojom se Carska Rusija bezuspješno borila protiv koalicije sastavljene od Kraljevine Poljske, Velike Kneževine Litve i Kraljevine Švedske za kontrolu nad tadašnjom Velikom Livonijom, u kojoj su pored Livonije bile i Estonija, Kurlandija i otok Saaremaa.
U Velikoj Livoniji vladao je Red braće po maču – livonska grana Teutonskog viteškog reda. Ruski car Ivan IV. Grozni, koji je želio povećati izlaz na Baltičko more, iskoristio je slabost Livonskog viteškog reda i 1558. krenuo na invaziju Livonije. Njegova vojska je vrlo brzo zauzela Narvu i Tartu i stala opsjedati Tallin. Livonski viteški red shvatio je, da sam ne može zadržati ruski napad, pa je sam sebe raspustio – 1561., a svoj posjed Livoniju predao pod litavsku zaštitu, uz to su Kurlandiju dali 
Poljskoj, Estoniju – Švedskoj, a Saaremu Danskoj.
Na taj način je Ivan IV. Grozni, koji je htio zadržati osvojene krajeve po Livoniji, morao zaratiti i sa Švedskom i Litvom.
Rusi su u početnoj fazi rata bili uspješniji i 1563. zauzeli Polock, u litavskoj Bjelorusiji, a do 1566. i veći dio Litve sve do Vilniusa. Zbog toga je Velika Kneževina Litva zatražila prekid neprijateljstava i ponudila mirovni sporazum, koji je ruska skupština odbila. No kako se rat razbuktavao, stanje u Rusiji se pogoršavalo, jer je Rusija počevši od 1560. prolazila kroz teške unutrašnje društvene i ekonomske potrese, dok je Litva jačala, ušavši 1569. u političku uniju s Poljskom, a nakon tog izabravši 1576. novog kralja Stjepana Báthoryja.
Batory je pokrenuo niz kampanja protiv Rusije, preotivši im Polock – 1579., a 1582. poduzeo je opsadu Pskova. Nakon tog su te iste 1582. Carska Rusija i Velika Kneževina Litva sklopile Mir u Jam-Zapoljskom. 
Po tom sporazumu, Rusko Carstvo moralo je vratiti sve litvanske teritorije, koje je prethodno zauzela i odreći se svih teritorijalnih pretenzija prema Livoniji. Nakon toga je Rusija 1583. sklopila i mirovni sporazum s Kraljevinom Švedskom, na osnovu kojega joj je morala prepustiti nekoliko svojih gradova u Finskom zaljevu svom jedinom izlazu na Baltičko more i odreći se teritorijalnih pretenzija prema Estoniji.